# Productivité matières
La productivité matières est le ratio rapportant le produit intérieur brut (PIB) à la consommation intérieure de matières (DMC, Domestic Material Consumption). Cet indicateur permet de mesurer la transition vers un système économique plus économe en ressources. Il fait partie des cibles relatives aux objectifs de développement durable 2030 définies par l’ONU. C'est également le deuxième des 11 indicateurs clés pour le suivi de l'économie circulaire retenus par le ministère français de la transition écologique.